# Nekrolog 1850
Nekrolog
◄◄
| ◄
| 1846
| 1847
| 1848
| 1849
| 1850 | 1851 | 1852 | 1853 | 1854 | ► | ►►
Weitere Ereignisse | Allgemeiner Nekrolog 1850
Die Beschreibung der verstorbenen Person sollte so kurz wie möglich gehalten sein und nur deren signifikante Tätigkeit(en) enthalten.
Neue Namen ggf. auch unter dem Geburts- und Sterbedatum, also etwa unter 1. Januar und im Geburts- und Sterbejahr (2024) eintragen (nur bei entsprechender großer Wichtigkeit). Für Beispiele siehe die schon vorhandenen Artikel.
Außerdem über die fünf zuletzt Verstorbenen, zu denen es einen ausreichend guten Artikel für eine Präsentation auf der Hauptseite gibt, nach der todesbedingten Überarbeitung der Artikel ggf. auch unter Wikipedia Diskussion:Hauptseite informieren und sie am besten auch in den anderen Wikipedia-Sprachversionen eintragen. Tipp: Regelmäßig bei news.google.de nach „ist tot“, „gestorben“ oder „verstorben“ suchen.
Wenn eine Person gestorben ist, gibt es viele Seiten zu dieser Person in der Wikipedia, die davon auch betroffen sind und entsprechend aktualisiert werden müssen. Beispiele: Namenübersichtsseite, Geburtsjahr, Geburtsort-Seiten und viele mehr.
Wie finde ich die betroffenen Seiten?
Im Suchfeld auf der linken Seite gibt man den Suchbegriff so ein: „Vorname Nachname“. Dann klickt man auf Volltext und alle Seiten mit entsprechendem Suchtext werden aufgerufen. Hier sieht man dann schnell, wo auch das Todesjahr Sinn macht oder sogar ein Teil des Artikels angepasst werden muss. Auch hilft das „Werkzeug“ auf der linken Seite sehr gut, um solche Seiten aufzufinden: „Links auf diese Seite“. Somit ist die Wikipedia wieder aktuell in allen Bereichen! Hinweis: bei Eintragung der Kategorie „Gestorben JAHR“ wird der Missbrauchsfilter 49 ausgelöst, was jedoch nicht schlimm ist. Siehe: Spezial:Missbrauchsfilter/49
Dies ist eine Liste von im Jahr 1850 verstorbenen bekannten Persönlichkeiten. Die Einträge erfolgen innerhalb der einzelnen Daten alphabetisch sortiert. Tiere sind im Nekrolog für Tiere zu finden.

## Januar
| Tag        | Name                                                  | Beruf, bekannt als                                                                                     | Alter | Beleg |
| ---------- | ----------------------------------------------------- | --- | ----- | ----- |
| 1. Januar  | Raphael Georg Kiesewetter                             | österreichischer Musiker, Musikwissenschaftler, Vizepräsident der Wiener Gesellschaft der Musikfreunde | 76    |       |
| 1. Januar  | Friederike von Preußen                                | Herzogin von Anhalt-Dessau                                                                             | 53    |       |
| 1. Januar  | Eduard von Woyna                                      | österreichischer Diplomat und Feldzeugmeister                                                          | 54    |       |
| 2. Januar  | Friedrich Gottlieb Dietrich                           | deutscher Botaniker und Gartenarchitekt                                                                |       |       |
| 2. Januar  | Manuel de la Peña y Peña                              | mexikanischer Jurist und zweimaliger Präsident von Mexiko                                              | 60    |       |
| 3. Januar  | Giuseppina Grassini                                   | italienische Opernsängerin in der Stimmlage Alt                                                        | 76    |       |
| 3. Januar  | Ignaz Ram                                             | österreichischer Stadtbaumeister und Architekt                                                         | 68    |       |
| 4. Januar  | Georg Carl Berendt                                    | deutscher Arzt und Naturforscher                                                                       | 59    |       |
| 4. Januar  | Karl von Scheurlen                                    | Rechtswissenschaftler, Hochschullehrer und Politiker                                                   |       |       |
| 5. Januar  | John Howard Kyan                                      | irischer Erfinder                                                                                      | 75    |       |
| 7. Januar  | Thomas Fletcher Waghorn                               | englischer Postunternehmer                                                                             |       |       |
| 8. Januar  | Charles Augustus Barnitz                              | US-amerikanischer Politiker                                                                            | 69    |       |
| 10. Januar | Gottlob Friedrich Haug                                | deutscher Hochschullehrer, Professor für Mathematik und Mechanik am Polytechnikum Stuttgart            | 80    |       |
| 10. Januar | Ernst Gustav von Rümelin                              | deutscher Politiker und Oberamtmann                                                                    | 64    |       |
| 11. Januar | Josef Klieber                                         | österreichischer Bildhauer                                                                             | 76    |       |
| 12. Januar | Friedrich Gottlieb Crome                              | deutscher lutherischer Theologe und Autor                                                              | 74    |       |
| 12. Januar | Vinzenz Deycks                                        | deutscher Justizrat und Notar                                                                          | 81    |       |
| 13. Januar | John White Bower                                      | US-amerikanischer Jurist und Politiker                                                                 | 41    |       |
| 14. Januar | Jean-Frédéric d’Ostervald                             | Schweizer Kartograph und Generalkommissär                                                              | 76    |       |
| 15. Januar | James M. Broom                                        | US-amerikanischer Politiker                                                                            |       |       |
| 17. Januar | Samuel Anderson                                       | US-amerikanischer Politiker                                                                            |       |       |
| 17. Januar | Elizabeth Simcoe                                      | Ehefrau von John Graves Simcoe                                                                         |       |       |
| 19. Januar | Johann Baptist Schober                                | österreichischer Ordenspriester, Abt des Stiftes Wilhering                                             | 67    |       |
| 20. Januar | Lorenzo Bartolini                                     | italienischer Bildhauer                                                                                | 73    |       |
| 20. Januar | Makarius Felleisen                                    | deutscher Verwaltungsbeamter                                                                           | 47    |       |
| 20. Januar | Johann Heinrich David von Hennenhofer                 | deutscher Diplomat und angeblicher Mörder Kaspar Hausers                                               | 56    |       |
| 20. Januar | Adam Oehlenschläger                                   | dänischer Nationaldichter der Romantik                                                                 | 70    |       |
| 21. Januar | Florian Mördes                                        | Jurist, Innenminister der badischen Revolutionsregierung                                               | 26    |       |
| 22. Januar | Friedrich von Blankenburg                             | preußischer Generalleutnant                                                                            | 64    |       |
| 22. Januar | Guillaume-Joseph Chaminade                            | Gründer der Gesellschaft Mariä (Marianisten)                                                           | 88    |       |
| 22. Januar | Vincenzo Pallotti                                     | katholischer Priester und Ordensgründer                                                                | 54    |       |
| 22. Januar | Nathaniel Pope                                        | US-amerikanischer Jurist und Politiker                                                                 | 66    |       |
| 23. Januar | Adolphe-Joseph-Louis Alizard                          | französischer Opernsänger (Bass)                                                                       | 35    |       |
| 26. Januar | Carl Friedrich Giesler                                | deutscher Landrat und Polizeidirektor, Mitglied der kurhessischen Ständeversammlung                    | 68    |       |
| 27. Januar | Otto Wilhelm Klinckowström                            | russisch-finnischer Politiker und Hofbeamter                                                           | 71    |       |
| 27. Januar | Philipp Jakob Röth                                    | deutscher Violoncellospieler, Komponist und Kapellmeister                                              | 70    |       |
| 27. Januar | Johann Gottfried Schadow                              | preußischer Bildhauer und Grafiker                                                                     | 85    |       |
| 28. Januar | William Henry Brockenbrough                           | US-amerikanischer Politiker                                                                            | 37    |       |
| 28. Januar | Joseph Treffry                                        | englischer Ingenieur und Industrieller                                                                 |       |       |
| 31. Januar | Christian Alexander Albrecht Carl von der Schulenburg | preußischer Offizier und Landrat                                                                       | 76    |       |

## Februar
| Tag         | Name                        | Beruf, bekannt als                                    | Alter | Beleg |
| ----------- | --------------------------- | ----------------------------------------------------- | ----- | ----- |
| 1. Februar  | Johann Heinrich Bartels     | deutscher Gelehrter und Bürgermeister von Hamburg     | 88    |       |
| 1. Februar  | Edward Baker Lincoln        | zweiter Sohn von Abraham Lincoln                      | 3     |       |
| 3. Februar  | Ludwig Elsholtz             | deutscher Maler                                       | 44    |       |
| 5. Februar  | William H. Noble            | US-amerikanischer Politiker                           | 61    |       |
| 7. Februar  | Charlotte von Kathen        | Gutsherrin auf Rügen, Salonnière                      | 72    |       |
| 8. Februar  | Ludwig von Pergen           | k. k. Generalmajor und Theresienritter                | 44    |       |
| 9. Februar  | Johann Gottfried Rademacher | deutscher Arzt, medizinischer Autor                   | 77    |       |
| 10. Februar | Theodor Schwarz             | deutscher Theologe, Schriftsteller und Maler          | 72    |       |
| 13. Februar | Eduard Heinrich Gehe        | deutscher Schriftsteller                              | 57    |       |
| 13. Februar | Theobald Renner             | deutscher Anatom und Tierarzt                         | 70    |       |
| 13. Februar | Léon de Saint-Lubin         | italienischer Geiger und Komponist                    | 44    |       |
| 14. Februar | James Bremer                | britischer Konteradmiral                              | 63    |       |
| 15. Februar | Friedrich Gruber            | deutscher Tuchhändler und Bankier                     |       |       |
| 16. Februar | Johannes von Muralt         | Schweizer Pädagoge und reformierter Geistlicher       | 69    |       |
| 17. Februar | Franz Joseph Dröge          | deutscher Jurist und Politiker                        | 60    |       |
| 19. Februar | Christoph Drechsler         | deutscher lutherischer Theologe und Hochschullehrer   | 45    |       |
| 19. Februar | Friedrich Pohl              | deutscher Agrarwissenschaftler                        | 81    |       |
| 20. Februar | Hermann Biow                | deutscher Fotograf                                    |       |       |
| 20. Februar | Charles Knowlton            | US-amerikanischer Arzt                                | 49    |       |
| 21. Februar | Claudio Gabriele de Launay  | General und Ministerpräsident im Königreich Sardinien |       |       |
| 23. Februar | William Allan               | schottischer Zeichner und Maler                       |       |       |
| 25. Februar | Daoguang                    | Kaiser von China                                      | 67    |       |
| 26. Februar | Carl Hör                    | österreichischer Architekt                            |       |       |
| 27. Februar | Samuel Adams                | US-amerikanischer Politiker                           | 44    |       |

## März
| Tag      | Name                                       | Beruf, bekannt als                                                                                | Alter | Beleg |
| -------- | ------------------------------------------ | ------------------------------------------------------------------------------------------------- | ----- | ----- |
| 1. März  | Georg Nikolaus Bärmann                     | deutscher Schriftsteller                                                                          | 64    |       |
| 1. März  | Peter Friderich Quaade                     | dänischer Generalmajor                                                                            | 71    |       |
| 2. März  | Carl zu Castell-Castell                    | herzoglich nassauischer Oberst, Geschäftsführer des Mainzer Adelsvereins                          | 48    |       |
| 2. März  | Auguste Henri Victor Grandjean de Montigny | französischer Architekt und Stadtplaner                                                           | 73    |       |
| 3. März  | Oliver Cowdery                             | Mitbegründer der Mormonenbewegung                                                                 | 43    |       |
| 4. März  | Jean-Nicolas Marjolin                      | französischer Chirurg und Pathologe                                                               | 69    |       |
| 4. März  | Francesco Nenci                            | italienischer Maler                                                                               | 68    |       |
| 5. März  | George B. Cary                             | US-amerikanischer Politiker                                                                       |       |       |
| 6. März  | Jean Baptiste Girard                       | Schweizer Franziskaner und Pädagoge                                                               | 84    |       |
| 7. März  | Karl Remy Vopelius                         | deutscher Alaun- und Glasfabrikant                                                                | 42    |       |
| 8. März  | Ludwig Heinrich Wiederhold                 | deutscher Jurist, Politiker und Instanzrichter                                                    | 48    |       |
| 9. März  | Francesco Maria Avellino                   | italienischer Anwalt, Ökonom, Poet, Archäologe, Numismatiker, Epigraphiker, Philologe und Gräzist | 71    |       |
| 10. März | Carl Friedrich Canstatt                    | deutscher Mediziner                                                                               | 42    |       |
| 10. März | Friedrich Simon Leopold Petri              | deutscher Beamter und Richter im Fürstentum Lippe                                                 | 74    |       |
| 10. März | Ludwig Eduard Lütke                        | deutscher Maler und Lithograph                                                                    | 49    |       |
| 11. März | Theodor Fugger von Glött                   | bayerischer Offizier, Revolutionär 1849                                                           | 26    |       |
| 12. März | Édouard Biot                               | französischer Ingenieur und Sinologe                                                              | 46    |       |
| 12. März | Henriette Jügel                            | deutsche Malerin                                                                                  | 72    |       |
| 12. März | Franz Xaver Pettenkofer                    | deutscher Apotheker                                                                               | 66    |       |
| 13. März | Juan Martín de Pueyrredón                  | argentinischer Politiker und General                                                              | 73    |       |
| 14. März | Franz Hegi                                 | Schweizer Maler und Kupferstecher                                                                 | 75    |       |
| 14. März | Daniel Schütte                             | deutscher Jurist und Theaterintendant in Bremen                                                   | 86    |       |
| 16. März | Abraham Rösselet                           | Schweizer Militärperson                                                                           | 80    |       |
| 17. März | Johann Heinrich Heinrichs                  | deutscher evangelisch-lutherischer Theologe, hannöverscher Kirchenrat und Superintendent          |       |       |
| 18. März | Johann Hürlimann                           | Schweizer Bildender Künstler und Kupferstecher                                                    | 56    |       |
| 19. März | Wilhelm von Dörnberg                       | deutscher General und Freiheitskämpfer                                                            | 81    |       |
| 19. März | Adalbert Gyrowetz                          | österreichischer Komponist                                                                        | 87    |       |
| 20. März | Vinzenz Adelmann                           | deutscher Mediziner                                                                               | 70    |       |
| 22. März | Karl Sigismund Kunth                       | deutscher Botaniker                                                                               | 61    |       |
| 22. März | Julius Franz Lauer                         | deutscher Philologe und Hochschullehrer                                                           | 30    |       |
| 23. März | Ernst August von Döring                    | deutsch-dänischer Geheimrat, Ritter des Johanniterordens und Landdrost der Herrschaft Pinneberg   | 82    |       |
| 23. März | Mathias Drexler                            | deutsch-österreichischer Steinmetz des Historismus, Lehrherr der Wiener Haupthütte                |       |       |
| 24. März | John Maynard                               | US-amerikanischer Jurist und Politiker                                                            | 64    |       |
| 25. März | Ludwig von Sonnenberg                      | schweizerischer General und Ehrenbürger von Genf                                                  | 67    |       |
| 26. März | Samuel Armstrong                           | US-amerikanischer Politiker                                                                       | 65    |       |
| 26. März | Wilhelm Ernst Weber                        | deutscher Pädagoge und Philologe                                                                  | 59    |       |
| 27. März | John Baldwin                               | US-amerikanischer Politiker                                                                       | 77    |       |
| 27. März | Wilhelm Beer                               | deutscher Bankier und Amateurastronom                                                             | 53    |       |
| 27. März | Joachim Friedrich von Otterstedt           | preußischer Diplomat                                                                              | 80    |       |
| 28. März | Johann-Conrad Appenzeller                  | reformierter Pfarrer und Volksschriftsteller                                                      | 74    |       |
| 28. März | Johann Ludwig Bleuler                      | Schweizer Verleger, Landschaftszeichner und Maler                                                 | 58    |       |
| 28. März | Gerard Brandon                             | US-amerikanischer Politiker                                                                       | 61    |       |
| 28. März | Christian Friedrich zu Castell-Rüdenhausen | deutscher Landesherr, später Standesherr                                                          | 77    |       |
| 28. März | Bernt Michael Holmboe                      | norwegischer Mathematiker                                                                         | 55    |       |
| 30. März | Philipp Lichtenauer                        | deutscher Verwaltungsjurist                                                                       | 50    |       |
| 30. März | Johanna Schmidtgen                         | deutsche Opernsängerin                                                                            | ≈36   |       |
| 31. März | Joseph Carl Bernard                        | österreichischer Journalist und Dramatiker                                                        |       |       |
| 31. März | Heinrich Franz von Bombelles               | österreichischer Diplomat                                                                         | 60    |       |
| 31. März | John C. Calhoun                            | Außenminister der Vereinigten Staaten, US-Vizepräsident                                           | 68    |       |
| 31. März | Giuseppe Giusti                            | italienischer Lustspieldichter                                                                    | 40    |       |

## April
| Tag       | Name                                    | Beruf, bekannt als                                                                                   | Alter | Beleg |
| --------- | --------------------------------------- | --- | ----- | ----- |
| 3. April  | Petro Prokopowytsch                     | ukrainischer Imker                                                                                   | 74    |       |
| 3. April  | Wenzel Johann Tomaschek                 | tschechischer Musiklehrer und Komponist                                                              | 75    |       |
| 4. April  | Paul Joseph Kiederich                   | deutscher Historien- und Porträtmaler der Düsseldorfer Schule                                        | 40    |       |
| 5. April  | Joseph Friedrich von Palombini          | napoleonischer General und später k. k. Feldmarschall-Lieutenant                                     | 75    |       |
| 6. April  | Wilhelm Bötticher                       | deutscher Pädagoge und Historiker                                                                    | 51    |       |
| 6. April  | Gustav Ernst von Stackelberg            | deutsch-baltischer Adliger und kaiserlich-russischer Diplomat                                        | 83    |       |
| 7. April  | James Emott                             | US-amerikanischer Politiker                                                                          | 79    |       |
| 9. April  | James Kilbourne                         | US-amerikanischer Politiker                                                                          | 79    |       |
| 9. April  | William Prout                           | englischer Chemiker und Arzt                                                                         | 65    |       |
| 11. April | Ignazio Giovanni Cadolini               | italienischer katholischer Geistlicher, Bischof und Kardinal                                         | 55    |       |
| 11. April | Jean Augustin Daiwaille                 | niederländischer Porträtmaler der Romantik und Lithograf                                             | 63    |       |
| 11. April | Alois Dessauer                          | kurmainzischer Hofbankier und Militäradmodiator (Heereslieferant)                                    | 87    |       |
| 11. April | Friedrich August Nösselt                | deutscher Schriftsteller und Pädagoge                                                                | 68    |       |
| 12. April | Louise Dulcken                          | deutschstämmige Pianistin und Komponistin                                                            | 39    |       |
| 12. April | Adoniram Judson                         | US-amerikanischer Missionar                                                                          | 61    |       |
| 13. April | Johannes Andreae                        | deutscher Spezerei- und Farbwarenhändler                                                             | 69    |       |
| 13. April | Thomas Jefferson Campbell               | US-amerikanischer Politiker                                                                          |       |       |
| 15. April | Jules Robert Auguste                    | französischer Maler des romantischen Klassizismus, Vertreter des künstlerischen Orientalismus        | 61    |       |
| 15. April | Georg Gottlob Kramsta                   | deutscher Leinenfabrikant                                                                            | 67    |       |
| 16. April | Johann David Heegewaldt                 | Geheimer Hofrat                                                                                      | 76    |       |
| 16. April | Marie Tussaud                           | Gründerin des Wachsfigurenkabinetts „Madame Tussaud“                                                 | 88    |       |
| 17. April | Pierre Giraud                           | französischer Kardinal                                                                               | 58    |       |
| 17. April | Charles Humphrey                        | US-amerikanischer Jurist und Politiker                                                               | 58    |       |
| 17. April | Jan Krukowiecki                         | polnischer General, Regierungschef während des Novemberaufstandes                                    | 77    |       |
| 18. April | Karl August von Faber                   | deutscher Theologe                                                                                   | 67    |       |
| 18. April | Frédéric de Reiffenberg                 | belgischer Polygraf, Historiker, Bibliothekar, Romanist und Mediävist                                | 54    |       |
| 18. April | Johann Evangelist von Reindel           | bayerischer Jurist und Politiker                                                                     | 77    |       |
| 18. April | John Richards                           | US-amerikanischer Politiker                                                                          | 85    |       |
| 19. April | Ernst von Hessen-Philippsthal-Barchfeld | russischer General der Kavallerie                                                                    | 61    |       |
| 21. April | Johann Heinrich Cassebeer               | Botaniker und Geologe sowie Landwirtschafts- und Weinbaufachmann, Politiker und Naturwissenschaftler |       |       |
| 21. April | Nikolaus Wesselényi                     | ungarischer Politiker, Großgrundbesitzer, Mitglied der Ungarischen Akademie der Wissenschaften       | 53    |       |
| 22. April | Friedrich Robert Faehlmann              | estnischer Philologe                                                                                 | 51    |       |
| 22. April | Heinrich Kunth                          | deutscher Verwaltungsjurist und Parlamentarier                                                       | 38    |       |
| 23. April | Daniel Chipman                          | US-amerikanischer Politiker                                                                          | 84    |       |
| 23. April | William Wordsworth                      | britischer Dichter                                                                                   | 80    |       |
| 24. April | John Norvell                            | US-amerikanischer demokratischer Senator, Rechtsanwalt und Staatsanwalt                              | 60    |       |
| 24. April | Louis Alexandre Piccinni                | französischer Komponist                                                                              | 70    |       |
| 25. April | Karl von Canitz und Dallwitz            | preußischer Generalleutnant und Staatsmann                                                           | 62    |       |
| 29. April | Josef Zaengl                            | deutscher Theaterschauspieler                                                                        |       |       |
| April     | Yuranigh                                | Aborigines und Entdeckungsreisender                                                                  |       |       |

## Mai
| Tag     | Name                                | Beruf, bekannt als                                                 | Alter | Beleg |
| ------- | ----------------------------------- | ------------------------------------------------------------------ | ----- | ----- |
| 1. Mai  | Henri Marie Ducrotay de Blainville  | französischer Zoologe und Anatom                                   | 72    |       |
| 3. Mai  | Johann Christian Gerber             | deutscher Theaterschauspieler, -leiter und Opernsänger (Bariton)   | 64    |       |
| 3. Mai  | John Thomson Mason                  | US-amerikanischer Politiker                                        | 63    |       |
| 4. Mai  | Vincent Perdonnet                   | Schweizer Politiker                                                | 81    |       |
| 5. Mai  | Johann Siegmund Alioth              | Schweizer Industrieller                                            | 61    |       |
| 5. Mai  | David von Eichthal                  | Industrieller                                                      | 75    |       |
| 5. Mai  | Maximilian von Loë                  | Landrat des Siegkreises                                            | 49    |       |
| 7. Mai  | Carl Heinrich Ebmeier               | deutscher Politiker und Jurist                                     | 56    |       |
| 7. Mai  | Hans Nicolai Andreas Jensen         | schleswig-holsteinischer Pastor und Heimatforscher                 | 48    |       |
| 7. Mai  | Frédéric Dubois de Montpéreux       | Schweizer Geograph, Historiker, Reiseschriftsteller und Archäologe | 51    |       |
| 8. Mai  | Paul Tassaert                       | französischer Maler und Kupferstecher                              |       |       |
| 9. Mai  | Joseph von Blumenthal               | österreichischer Geiger, Bratschist und Komponist                  | 67    |       |
| 9. Mai  | Theodor Wilhelm Danzel              | deutscher Ästhetiker und Literaturhistoriker                       | 32    |       |
| 9. Mai  | Joseph Louis Gay-Lussac             | französischer Chemiker und Physiker                                | 71    |       |
| 9. Mai  | Juliane Sophie von Dänemark         | Prinzessin von Dänemark                                            | 62    |       |
| 9. Mai  | Garlieb Helwig Merkel               | deutsch-baltischer Publizist und Schriftsteller                    | 80    |       |
| 11. Mai | Niels Nikolaus Falck                | Jurist, Historiker und Staatsmann                                  | 65    |       |
| 11. Mai | Justus Hecker                       | deutscher Medizinhistoriker                                        | 55    |       |
| 12. Mai | Heinrich August Pierer              | deutscher Offizier, Verleger und Lexikograph                       | 56    |       |
| 13. Mai | Johann Jakob Bernhardi              | deutscher Botaniker                                                | 75    |       |
| 13. Mai | Raimund von Pape                    | deutscher Verwaltungsbeamter                                       | 51    |       |
| 15. Mai | Johann Jakob Wolfensberger          | Schweizer Maler                                                    | 53    |       |
| 16. Mai | William Hendricks                   | US-amerikanischer Politiker                                        | 67    |       |
| 17. Mai | David Ellicott Evans                | US-amerikanischer Politiker                                        | 62    |       |
| 17. Mai | Michael Carl Gregorovius            | deutscher Maler                                                    | 63    |       |
| 18. Mai | Wilhelm von Klaß                    | preußischer Generalleutnant                                        | 63    |       |
| 18. Mai | Johann Joseph Müller                | Domherr in Köln                                                    | 81    |       |
| 19. Mai | August Josef Ludwig von Wackerbarth | sächsischer Historiker, Kunsthistoriker und Kunstsammler           | 80    |       |
| 20. Mai | Joseph von Koudelka                 | k. k. Feldmarschallleutnant                                        | 76    |       |
| 21. Mai | Christoph Ammon                     | deutscher protestantischer Theologe                                | 84    |       |
| 21. Mai | Friedrich Adolph Dreyer             | deutscher Maler und Lithograf                                      | 69    |       |
| 21. Mai | Joseph van Gülpen                   | deutscher Tuchfabrikant und Präsident der IHK Aachen               | 56    |       |
| 24. Mai | Konstantin d’Aspre                  | österreichischer General                                           | 60    |       |
| 24. Mai | Philipp Herrlein                    | deutscher Steinzeichner und Lithograph                             | 55    |       |
| 24. Mai | Michał Gedeon Radziwiłł             | polnischer General                                                 | 71    |       |
| 25. Mai | Ernst Dettmers                      | deutscher Maler und Lithograf                                      | 42    |       |
| 27. Mai | Micah Taul                          | US-amerikanischer Politiker                                        | 65    |       |
| 29. Mai | Franklin H. Elmore                  | US-amerikanischer Politiker (Demokratische Partei)                 | 50    |       |
| 29. Mai | Gustav Hohbach                      | deutscher Dichter und Jurist                                       | 46    |       |
| 30. Mai | Maximilian von Auersperg            | österreichischer General der Kavallerie                            | 79    |       |
| 31. Mai | Karl von Pflummern                  | bayerischer Generalmajor, Ritter des Max-Joseph-Ordens             | 63    |       |

## Juni
| Tag      | Name                                                     | Beruf, bekannt als                                                                         | Alter | Beleg |
| -------- | -------------------------------------------------------- | ------------------------------------------------------------------------------------------ | ----- | ----- |
| 2. Juni  | Ferdinand von dem Bongart                                | Erbkämmerer des Herzogtums Jülich und Abgeordneter im rheinländischen Provinziallandtag    | 77    |       |
| 4. Juni  | Karl Otto von Madai                                      | deutscher Rechtsgelehrter                                                                  | 41    |       |
| 5. Juni  | Cyrus Beers                                              | US-amerikanischer Politiker                                                                | 63    |       |
| 5. Juni  | Louis-Constantin Boisselot                               | französischer Klavierbauer                                                                 | 41    |       |
| 5. Juni  | Xaver Hartmann                                           | bayerischer Landwirt und Politiker                                                         | 74    |       |
| 5. Juni  | Joseph Andreas Lindauer                                  | Bischof von Budweis                                                                        | 65    |       |
| 7. Juni  | Heinrich Schönberg                                       | sächsischer Hütteningenieur, Eisenwerkbesitzer und Politiker                               | 31    |       |
| 7. Juni  | Eliphalet Wickes                                         | US-amerikanischer Jurist und Politiker                                                     | 81    |       |
| 8. Juni  | Hieronymus Hess                                          | Schweizer Maler, Zeichner und Karikaturist                                                 | 51    |       |
| 9. Juni  | Hans Carl von Zwierlein                                  | nassauischer Politiker                                                                     | 82    |       |
| 10. Juni | Theodor von Wundt                                        | deutscher Generalmajor                                                                     | 72    |       |
| 11. Juni | Friedrich Erdmann Petri                                  | deutscher Theologe, Lehrer und Autor                                                       | 73    |       |
| 12. Juni | Jean Victor de Constant Rebecque                         | Schweizer Offizier in französischen, niederländischen, preußischen und britischen Diensten | 76    |       |
| 13. Juni | José Dionisio de la Trinidad de Herrera y Díaz del Valle | Staatschef von Honduras und Nicaragua                                                      | 68    |       |
| 14. Juni | Pier Francesco Brunaccini                                | Ordensgeistlicher, Erzbischof von Monreale                                                 | 78    |       |
| 15. Juni | Michele Benso von Cavour                                 | italienischer Politiker                                                                    | 68    |       |
| 16. Juni | William Lawson                                           | Landeigentümer, Pionier Australiens                                                        | 76    |       |
| 17. Juni | Joseph von Reventlow-Criminil                            | schleswig-holsteinischer Gutsbesitzer, Verwaltungsbeamter und Politiker                    | 53    |       |
| 17. Juni | Georg Wilhelm Heinrich Seippel                           | deutscher reformierter Pfarrer und Erzieher von Friedrich Wilhelm Raiffeisen               | 62    |       |
| 18. Juni | Leonard Wilcox                                           | US-amerikanischer Politiker                                                                | 51    |       |
| 19. Juni | Honorius Kraus                                           | österreichischer Benediktiner und Seelsorger                                               | 76    |       |
| 19. Juni | Friedrich Jakob Schmitthenner                            | deutscher Germanist und Hochschullehrer für Staatswissenschaft                             | 54    |       |
| 20. Juni | John Carter                                              | US-amerikanischer Politiker                                                                | 57    |       |
| 21. Juni | Matthew L. Davis                                         | US-amerikanischer Journalist und Politiker                                                 |       |       |
| 21. Juni | Daniel Hugunin junior                                    | US-amerikanischer Politiker                                                                | 60    |       |
| 23. Juni | Albert Reinhold                                          | deutscher Dichter                                                                          | 45    |       |
| 23. Juni | Hans Carl von Thüngen                                    | königlich bayerischer Regierungsbeamter                                                    | 46    |       |
| 24. Juni | Johann Solbrig                                           | Gutsherr auf Gut Zichtau                                                                   | 71    |       |
| 26. Juni | Carl Wilhelm August Fritze                               | deutscher Kaufmann und Bremer Senator                                                      | 68    |       |
| 28. Juni | Petrus Klausener                                         | deutscher Trappistenmönch und Abt der Abtei Oelenberg                                      | 67    |       |
| 28. Juni | Karl Friedrich Schulz                                    | evangelischer Kirchenliedkomponist und Musiklehrer                                         | 65    |       |
| 29. Juni | Ludwig von Kielmansegg                                   | deutscher Befreiungskämpfer und Hofbeamter des Königreichs Hannover                        | 84    |       |

## Juli
| Tag      | Name                                     | Beruf, bekannt als                                                                          | Alter | Beleg |
| -------- | ---------------------------------------- | ------------------------------------------------------------------------------------------- | ----- | ----- |
| 1. Juli  | Seargent Smith Prentiss                  | US-amerikanischer Politiker                                                                 | 41    |       |
| 2. Juli  | Robert Peel                              | britischer Staatsmann und Politiker                                                         | 62    |       |
| 3. Juli  | Etienne Provost                          | franko-kanadischer Mountain Man, Trapper und Entdecker                                      |       |       |
| 4. Juli  | William Kirby                            | englischer Pfarrer und Entomologe                                                           | 90    |       |
| 4. Juli  | Auguste Pattberg                         | deutsche Sammlerin von Liedern und Sagen sowie Dichterin                                    |       |       |
| 4. Juli  | Samuel Abraham von Renner                | schweizerisch-württembergischer Landwirtschaftsreformer in Bayern                           | 73    |       |
| 5. Juli  | Johann Georg Fischer                     | deutsch-österreichischer Orgelbauer                                                         |       |       |
| 5. Juli  | Alire Raffeneau-Delile                   | französischer Botaniker                                                                     | 72    |       |
| 7. Juli  | Timothy Hackworth                        | gelernter Schmied und späterer Maschinenbauer, der vor allem Dampflokomotiven baute         | 63    |       |
| 7. Juli  | Wilhelm Hocker                           | deutscher Schriftsteller und Weinmakler                                                     | 37    |       |
| 7. Juli  | Carl Rottmann                            | deutscher Landschaftsmaler                                                                  | 53    |       |
| 8. Juli  | Adolphus Frederick, 1. Duke of Cambridge | britischer Feldmarschall                                                                    | 76    |       |
| 9. Juli  | Bab                                      | persischer Religionsstifter des Babismus                                                    | 30    |       |
| 9. Juli  | Jean-Pierre Boyer                        | Präsident der Republik Haiti                                                                | 74    |       |
| 9. Juli  | Zachary Taylor                           | US-amerikanischer Politiker, 12. Präsident der Vereinigten Staaten (1849–1850)              | 65    |       |
| 12. Juli | Robert Stevenson                         | schottischer Leuchtturmbauer                                                                | 78    |       |
| 12. Juli | Johann Daniel Thulesius                  | deutscher Jurist, Bremerhavener Amtmann, Bremer Obergerichtsanwalt                          | 49    |       |
| 14. Juli | Giuseppe Maria Mazzetti                  | italienischer römisch-katholischer Geistlicher, Bischof von Aquino, Sora und Pontecorvo     | 71    |       |
| 14. Juli | August Neander                           | deutscher evangelischer Theologe                                                            | 61    |       |
| 14. Juli | Nathaniel Silsbee                        | US-amerikanischer Politiker                                                                 | 77    |       |
| 15. Juli | Ignaz Rudolf Bischoff                    | österreichischer Arzt                                                                       | 65    |       |
| 16. Juli | Enne Heeren Dirksen                      | deutscher Mathematiker, Hochschullehrer Mathematik                                          | 62    |       |
| 19. Juli | Margaret Fuller                          | US-amerikanische Journalistin, Kritikerin und Aktivistin für Frauenrechte                   | 40    |       |
| 19. Juli | Ernst Carl Helle                         | deutscher Unternehmer                                                                       | 55    |       |
| 19. Juli | Karl August von Wangenheim               | deutscher Jurist                                                                            | 77    |       |
| 19. Juli | August Anton Wöhler                      | deutscher Tierarzt, Agrarwissenschaftler und Pädagoge, Vater des Chemikers Friedrich Wöhler | 79    |       |
| 20. Juli | Hippolyte-Marie de Rosnyvinen            | französischer General der Kavallerie                                                        | 72    |       |
| 20. Juli | August Rühl                              | kurhessischer Politiker                                                                     | 35    |       |
| 22. Juli | Vicente López y Portaña                  | spanischer Maler                                                                            | 77    |       |
| 22. Juli | Manlius Valerius Thomson                 | US-amerikanischer Politiker                                                                 | 47    |       |
| 23. Juli | George Christophe Morell                 | deutscher Politiker und Tabakfabrikant                                                      | 84    |       |
| 25. Juli | Daniel P. King                           | US-amerikanischer Politiker                                                                 | 49    |       |
| 25. Juli | Richard Barnes Mason                     | Militärgouverneur von Kalifornien                                                           | 53    |       |
| 25. Juli | Pietro Mechetti                          | italienisch-österreichischer Musikverleger                                                  | 73    |       |
| 25. Juli | David Christopher Mettlerkamp            | Hamburger Offizier und Politiker                                                            | 76    |       |
| 28. Juli | James Clarke                             | US-amerikanischer Politiker                                                                 | 38    |       |
| 28. Juli | Stefano Pavesi                           | italienischer Komponist                                                                     | 71    |       |
| 29. Juli | Johann Jacob Martin Philippi             | deutscher Gelehrter, Publizist und königlich preußischer Hofrat                             | 88    |       |
| 29. Juli | Wilhelm Saxesen                          | deutscher Maler, Stecher und Lithograph                                                     | 58    |       |

## August
| Tag        | Name                               | Beruf, bekannt als                                                                     | Alter | Beleg |
| ---------- | ---------------------------------- | -------------------------------------------------------------------------------------- | ----- | ----- |
| 2. August  | Richard Felix Marchand             | deutscher Chemiker                                                                     | 36    |       |
| 3. August  | Joseph van der Giese               | deutscher Mundartdichter                                                               | 47    |       |
| 3. August  | Therese Krupp                      | deutsche Unternehmerin                                                                 | 59    |       |
| 4. August  | Johann Carl Cramer                 | baptistischer Pionier in Ostfriesland                                                  | 25    |       |
| 4. August  | Ignacy Prądzyński                  | polnischer Ingenieur, Militärtheoretiker und Offizier                                  | 58    |       |
| 6. August  | Hone Heke                          | Māori-Stammesführer und Kriegsführer in Neuseeland                                     |       |       |
| 6. August  | Leopold von Rohr                   | deutscher Lyriker und preußischer Verwaltungsbeamter                                   |       |       |
| 8. August  | Charlotte Sophie Höffert           | herzoglich braunschweigische Hofschauspielerin                                         | 41    |       |
| 9. August  | Johann Christoph Bauriegel         | deutscher Pädagoge                                                                     | 76    |       |
| 10. August | Johann Gottfried Tiedemann         | deutscher Pädagoge                                                                     | 46    |       |
| 12. August | Franz Xaver Bronner                | Schweizer Publizist und Archivar                                                       | 91    |       |
| 12. August | Adolf Gottlieb Fiedler             | deutscher Unternehmer                                                                  |       |       |
| 14. August | José Rafael de Gallegos y Alvarado | Präsident Costa Ricas                                                                  | 65    |       |
| 14. August | Johann Gottlob Mende               | deutscher Orgelbauer                                                                   | 63    |       |
| 22. August | Joseph Heinrich Groß von Trockau   | Freiherr, Komtur des Deutschen Ordens, Oberamtmann im Hochstift Bamberg                | 84    |       |
| 15. August | Johann Werner Henschel             | deutscher Bildhauer                                                                    | 68    |       |
| 15. August | John Snyder                        | US-amerikanischer Politiker                                                            | 57    |       |
| 16. August | Isaac B. Van Houten                | US-amerikanischer Politiker                                                            | 74    |       |
| 17. August | José de San Martín                 | südamerikanischer Revolutionär                                                         | 72    |       |
| 17. August | Francesco Serra                    | italienischer Kardinal, Erzbischof von Capua                                           | 67    |       |
| 18. August | Honoré de Balzac                   | französischer Schriftsteller                                                           | 51    |       |
| 19. August | Nikolaus Wolfgang Fischer          | deutscher Chemiker                                                                     | 68    |       |
| 19. August | Friedrich Wilhelm Lübeck           | deutscher Geiger und Komponist                                                         | ≈39   |       |
| 20. August | Jesse Miller                       | US-amerikanischer Politiker                                                            |       |       |
| 21. August | Carl Theodor Gevekoht              | deutscher Kaufmann, Senator in Bremen und Mitglied der Frankfurter Nationalversammlung | 52    |       |
| 21. August | Heinrich August Mau                | deutscher evangelischer Theologe                                                       | 43    |       |
| 22. August | Gottfried Fleischmann              | deutscher Mediziner und Hochschullehrer                                                | 73    |       |
| 22. August | Nikolaus Lenau                     | österreichischer Schriftsteller                                                        | 48    |       |
| 23. August | Johann Peter Apollonius Weltrich   | deutscher historischer und naturkundliche Forscher                                     | 69    |       |
| 24. August | Gustav Drechsler                   | deutscher Forstbeamter, Hochschullehrer, Autor und Politiker                           | 43    |       |
| 26. August | Louis-Philippe I.                  | König der Franzosen                                                                    | 76    |       |
| 26. August | Samuel David Roller                | deutscher lutherischer Pfarrer                                                         | 70    |       |
| 30. August | Rebecca Friedländer                | Schriftstellerin                                                                       | 66    |       |
| 30. August | Ernst Friedrich Günther            | deutscher Jurist und Übersetzer                                                        | 60    |       |
| 31. August | Charles Rivière-Hérard             | Präsident von Haiti                                                                    | 61    |       |

## September
| Tag           | Name                               | Beruf, bekannt als                                                                             | Alter | Beleg |
| ------------- | ---------------------------------- | ---------------------------------------------------------------------------------------------- | ----- | ----- |
| 1. September  | Karl Friedrich von Gärtner         | deutscher Botaniker und Arzt                                                                   | 78    |       |
| 4. September  | Iwan von Gloeden                   | deutscher Rechtswissenschaftler und konservativer Publizist                                    | 34    |       |
| 4. September  | Johann von Specht                  | kurhessischer Offizier und Generalauditor                                                      | 59    |       |
| 5. September  | Jean-Lucq d’Arriule                | französischer Generalleutnant der Infanterie                                                   | 75    |       |
| 5. September  | Friederike von Bodelschwingh       | Gutsbesitzerin im Raum Unna-Hamm                                                               | 82    |       |
| 7. September  | François Gédéon Bailly de Monthion | französischer General                                                                          | 74    |       |
| 7. September  | Carl Hermann Gütschow              | deutscher Jurist und Ratssekretär der Hansestadt Lübeck                                        | 53    |       |
| 7. September  | Julius Minding                     | deutscher Arzt und Schriftsteller                                                              | 41    |       |
| 7. September  | Wilhelm Krüger                     | deutscher Historienmaler                                                                       |       |       |
| 9. September  | Karl Theodor von Vincenti          | königlich bayrischer Generalleutnant                                                           | 76    |       |
| 10. September | Heinrich Dähling                   | deutscher Maler                                                                                | 77    |       |
| 10. September | Richard Mühlmann                   | deutscher Verleger                                                                             | 34    |       |
| 10. September | Henry Nes                          | US-amerikanischer Politiker                                                                    | 51    |       |
| 10. September | Carl Wilhelm Sellin                | deutscher Pädagoge und evangelisch-lutherischer Geistlicher                                    | 57    |       |
| 10. September | Justus Heinrich Zusch              | deutscher Maler, Zeichner und Hochschullehrer                                                  | 67    |       |
| 11. September | Robert Creswell                    | US-amerikanischer Politiker                                                                    |       |       |
| 12. September | Presley O’Bannon                   | Offizier des US Marine Corps                                                                   |       |       |
| 12. September | Matthias Pollitzer                 | Weihbischof in der Erzdiözese Wien                                                             | 64    |       |
| 13. September | Étienne Hulot                      | französischer General der Infanterie                                                           | 76    |       |
| 14. September | Johann Friedrich Dammas            | deutscher Kantor, Musik- und Gesangslehrer                                                     | 78    |       |
| 14. September | Charlotte Pistorius                | deutsche Dichterin                                                                             | 73    |       |
| 16. September | Charles van Beveren                | flämischer Maler                                                                               | 41    |       |
| 16. September | Solomon Strong                     | US-amerikanischer Politiker                                                                    | 70    |       |
| 17. September | Justin Dwinell                     | US-amerikanischer Jurist und Politiker                                                         | 64    |       |
| 18. September | Johann Gottlob Henschke            | deutscher Landschaftszeichner und Kupferstecher                                                | 79    |       |
| 18. September | Isaac Southard                     | US-amerikanischer Politiker                                                                    | 67    |       |
| 20. September | Georg Friedrich Falcke             | deutscher Jurist                                                                               | 67    |       |
| 20. September | Valerius Wilhelm Neubeck           | deutscher Arzt und Autor                                                                       | 85    |       |
| 20. September | Philipp Zimmermann                 | deutscher Bibliothekar und Mäzen                                                               |       |       |
| 21. September | Johann Aloys Becker                | deutscher Jakobiner, Mitglied des Mainzer Jakobinerklubs, Beamter des Großherzogtums Hessen    | 81    |       |
| 22. September | John Scott                         | US-amerikanischer Politiker                                                                    | 65    |       |
| 22. September | Johann Heinrich von Thünen         | deutscher Agrar- und Wirtschaftswissenschaftler, Sozialreformer                                | 67    |       |
| 23. September | José Gervasio Artigas              | uruguayischer Offizier und Freiheitskämpfer                                                    | 86    |       |
| 23. September | Sukaseum                           | König von Luang Phrabang                                                                       |       |       |
| 23. September | Newel K. Whitney                   | Geschäftsmann und Präsidierender Bischof der Kirche Jesu Christi der Heiligen der Letzten Tage | 55    |       |
| 25. September | William Butler                     | US-amerikanischer Politiker                                                                    | 60    |       |
| 28. September | Johann Philipp Krebs               | deutscher Altphilologe und Pädagoge                                                            | 79    |       |
| 29. September | Willibald Feuerlein                | Jurist und erster Stadtschultheiß von Stuttgart                                                | 69    |       |

## Oktober
| Tag         | Name                          | Beruf, bekannt als                                                                                     | Alter | Beleg |
| ----------- | ----------------------------- | --- | ----- | ----- |
| 1. Oktober  | Ferdinand Picht               | deutscher Arzt                                                                                         | 42    |       |
| 2. Oktober  | Luigia Boccabadati            | italienische Sopranistin                                                                               |       |       |
| 2. Oktober  | Theodor Ernst von Eicke       | preußischer Generalleutnant                                                                            | 86    |       |
| 2. Oktober  | Josef Madersperger            | österreichischer Schneidermeister und einer der Erfinder der Nähmaschine                               | 81    |       |
| 4. Oktober  | Heinrich Johann Freyse        | deutscher Architekt und Baubeamter                                                                     | 41    |       |
| 4. Oktober  | Ferdinand Haase               | deutscher Orgelbauer                                                                                   | 36    |       |
| 4. Oktober  | Christian Gotthard Kettembeil | deutscher Kaufmann und Theaterleiter                                                                   |       |       |
| 5. Oktober  | Chester Pierce Butler         | US-amerikanischer Politiker                                                                            | 52    |       |
| 7. Oktober  | Karl Schorn                   | deutscher Maler und Schachspieler                                                                      | 49    |       |
| 9. Oktober  | Israel Friedmann              | chassidischer Rabbiner                                                                                 |       |       |
| 11. Oktober | Louise d’Orléans              | durch Heirat Königin der Belgier                                                                       | 38    |       |
| 11. Oktober | Ludwig Starklof               | deutscher Jurist, Journalist, Dramaturg und Theaterintendant                                           | 61    |       |
| 12. Oktober | Pedro de Sousa Holstein       | portugiesischer Politiker und Militär aus der Zeit der Monarchie                                       | 69    |       |
| 14. Oktober | Caroline Branchu              | französische Opernsängerin (Sopran)                                                                    | 69    |       |
| 14. Oktober | Wilhelm Hanstein              | deutscher Schachmeister                                                                                | 39    |       |
| 16. Oktober | Karl Wilhelm von Fritsch      | Regierungsrat und Staatsminister des Großherzogtums Sachsen-Weimar-Eisenach                            | 81    |       |
| 16. Oktober | Friedrich Nork                | deutscher Schriftsteller                                                                               | 47    |       |
| 17. Oktober | Login Petrowitsch Heiden      | russischer Admiral und Militärgouverneur von Reval                                                     | 77    |       |
| 23. Oktober | Friedrich August Koethe       | deutscher Theologe und Lieddichter                                                                     | 69    |       |
| 23. Oktober | Karl Christoph Schmieder      | deutscher Wissenschaftshistoriker, Gymnasialprofessor und Autor                                        | 71    |       |
| 24. Oktober | John H. Harmanson             | US-amerikanischer Politiker                                                                            | 47    |       |
| 25. Oktober | Fritz Wolff                   | deutscher Lithograph                                                                                   | 42    |       |
| 26. Oktober | Franz Heisterbergk            | deutscher Jurist und Politiker, Mitglied der Frankfurter Nationalversammlung, MdL (Königreich Sachsen) | 50    |       |
| 29. Oktober | Christian Friedrich Fritzsche | deutscher Theologe                                                                                     | 74    |       |
| 29. Oktober | Marmaduke Williams            | US-amerikanischer Politiker                                                                            | 76    |       |
| 30. Oktober | Giacomo Angelo Lotti          | Schweizer Anwalt und Politiker                                                                         | 66    |       |

## November
| Tag          | Name                                            | Beruf, bekannt als                                                                    | Alter | Beleg |
| ------------ | ----------------------------------------------- | ------------------------------------------------------------------------------------- | ----- | ----- |
| 2. November  | Wilhelm Klingenbrunner                          | österreichischer Komponist, Flötist und Gitarrist                                     | 68    |       |
| 2. November  | Wilhelm von Krauseneck                          | preußischer Generalfeldmarschall und Geodät                                           | 76    |       |
| 2. November  | Richard Spaight junior                          | US-amerikanischer Politiker                                                           |       |       |
| 3. November  | Thomas Ford                                     | US-amerikanischer Jurist und Politiker                                                | 49    |       |
| 3. November  | Samuel Young                                    | US-amerikanischer Jurist und Politiker                                                |       |       |
| 4. November  | Gustav Schwab                                   | deutscher Pfarrer, Schriftsteller und Herausgeber                                     | 58    |       |
| 5. November  | Bernhard Endres                                 | bayerischer Jurist und Kommunalpolitiker                                              | 61    |       |
| 5. November  | David Ferdinand Howaldt                         | deutscher Goldschmied                                                                 | 77    |       |
| 5. November  | Ferdinand Karl von Österreich-Este              | österreichischer Feldmarschall und Generalgouverneur                                  | 69    |       |
| 6. November  | Friedrich Wilhelm von Brandenburg               | preußischer General der Kavallerie und Staatsmann                                     | 58    |       |
| 6. November  | Constantin Schenk                               | sächsischer Jurist und Politiker                                                      |       |       |
| 9. November  | Johann Gansterer                                | Hausbesitzer und Unternehmer in Wien                                                  |       |       |
| 10. November | Karl Moritz Kersten                             | deutscher Chemiker und Hochschullehrer                                                | 47    |       |
| 10. November | Phineas Riall                                   | britischer General                                                                    | 74    |       |
| 11. November | Hermann Karl Kersting                           | deutscher Maler des Biedermeier                                                       | 25    |       |
| 11. November | Marie Victor Nicolas de Fay de La Tour-Maubourg | französischer General                                                                 | 82    |       |
| 12. November | Jacques Louis Marin Defrance                    | französischer Geschäftsmann, Zoologe, Botaniker und Paläontologe                      | 92    |       |
| 15. November | Alexandre-Évariste Fragonard                    | französischer Maler und Bildhauer                                                     | 70    |       |
| 15. November | Charles Joseph Hullmandel                       | englischer Lithograph                                                                 | 61    |       |
| 16. November | François Pierre Amey                            | französischer General der Infanterie                                                  | 82    |       |
| 16. November | Théodore Mozin                                  | französischer Komponist und Musikpädagoge                                             | 32    |       |
| 16. November | George Wombwell                                 | britischer Tierschausteller                                                           | 72    |       |
| 16. November | Carl Zeisberg                                   | deutscher Bibliothekar und Sammler von Büchern                                        | 46    |       |
| 17. November | Karl Georg Neumann                              | deutscher Psychiater                                                                  | 76    |       |
| 18. November | Hugues-Fleury Donzel                            | französischer Entomologe                                                              | 59    |       |
| 18. November | Stephan Metz                                    | Mainzer Bürgermeister                                                                 | 61    |       |
| 18. November | George Middlemore                               | Gouverneur von St. Helena sowie der Leeward und Windward Islands                      |       |       |
| 19. November | Richard Mentor Johnson                          | US-amerikanischer Politiker                                                           | 70    |       |
| 19. November | Amos E. Wood                                    | US-amerikanischer Politiker                                                           | 40    |       |
| 20. November | Hermann Adolf Lüntzel                           | deutscher Justizrat und Historiker                                                    | 51    |       |
| 20. November | Sebastian Frank von Seewies                     | österreichischer Offizier und Lehrer                                                  | 54    |       |
| 21. November | Samuel Edwards                                  | US-amerikanischer Politiker                                                           | 65    |       |
| 22. November | Lin Zexu                                        | chinesischer Beamter                                                                  | 65    |       |
| 22. November | Garret D. Wall                                  | US-amerikanischer Politiker                                                           | 67    |       |
| 24. November | Franz Philipp Aull                              | Landtagsabgeordneter Großherzogtum Hessen                                             | 71    |       |
| 24. November | Franz Leopold Koch                              | deutscher Apotheker, Wohltäter, Begründer und Betreiber der ersten Badeanstalt in Orb | 68    |       |
| 23. November | August Lieber                                   | deutscher Maler                                                                       | 21    |       |
| 26. November | Georg Christian Gropius                         | deutscher Unternehmer, Archäologe und Diplomat                                        | 74    |       |
| 27. November | Emilia Giuliani-Guglielmi                       | italienische Gitarristin und Komponistin, Tochter von Mauro Giuliani                  | 37    |       |
| 28. November | Adolf Schaubach                                 | deutscher Schriftsteller, Geograph und Alpenforscher                                  | 50    |       |
| 28. November | Katharina Waldmüller                            | österreichische Opernsängerin                                                         | 58    |       |

## Dezember
| Tag          | Name                                    | Beruf, bekannt als | Alter | Beleg |
| ------------ | --------------------------------------- | --- | ----- | ----- |
| 1. Dezember  | Aaron Manby                             | englischer Ingenieur | 74    |       |
| 3. Dezember  | Andrei Ossipowitsch Sichra              | russischer Gitarrist, Komponist und Musikpädagoge                                                                           | ≈77   |       |
| 4. Dezember  | Georg Peter Bruckmann                   | Silberwarenfabrikant und Gründer der Silberwarenfabrik Peter Bruckmann & Söhne in Heilbronn                                 | 72    |       |
| 4. Dezember  | William Sturgeon                        | englischer Physiker und Erfinder, der die ersten Elektromagnete herstellte                                                  | 67    |       |
| 5. Dezember  | Friedrich Anton Richter                 | deutscher Verwaltungsjurist                                                                                                 |       |       |
| 9. Dezember  | Antoine Germain Labarraque              | französischer Chemiker und Apotheker                                                                                        | 73    |       |
| 10. Dezember | Józef Bem                               | polnischer General | 56    |       |
| 10. Dezember | François Sulpice Beudant                | französischer Geologe und Mineraloge                                                                                        | 63    |       |
| 10. Dezember | Johann Friedrich von Türckheim          | elsässisch-französischer Politiker                                                                                          | 70    |       |
| 10. Dezember | Friedrich Siegmund Voigt                | deutscher Botaniker | 69    |       |
| 12. Dezember | Germain Henri Hess                      | schweizerisch-russischer Chemiker                                                                                           | 48    |       |
| 13. Dezember | Franz Sznayde                           | polnischer Offizier | 60    |       |
| 17. Dezember | Friedrich Ammensdörfer                  | fränkischer Bierbrauer und Gastwirt                                                                                         | 65    |       |
| 17. Dezember | Carl Bertelsmann                        | deutscher Drucker und Verleger                                                                                              | 59    |       |
| 20. Dezember | John G. Stower                          | US-amerikanischer Jurist und Politiker                                                                                      |       |       |
| 21. Dezember | Anton von Lindern                       | deutscher Pastor und Abgeordneter des Oldenburger Landtags                                                                  | 39    |       |
| 22. Dezember | William Plumer                          | US-amerikanischer Politiker, Gouverneur von New Hampshire                                                                   | 91    |       |
| 23. Dezember | Samuel Bell                             | US-amerikanischer Politiker                                                                                                 | 80    |       |
| 24. Dezember | Frédéric Bastiat                        | französischer Ökonom und Politiker                                                                                          | 49    |       |
| 24. Dezember | Christian Friedrich Hornschuch          | deutscher Botaniker, Bryologe und Naturphilosoph                                                                            | 57    |       |
| 25. Dezember | Franz August O’Etzel                    | preußischer Generalmajor, Geodät, erster „Königlich Preußischer Telegraphendirektor“, Pionier der Telegrafie in Deutschland | 66    |       |
| 25. Dezember | Heinrich Stephani                       | Pädagoge und Schulreformer                                                                                                  | 89    |       |
| 27. Dezember | Giacinto Amati                          | italienischer katholischer Theologe                                                                                         |       |       |
| 27. Dezember | Karl von Conta                          | Präsident der Landesdirektion Weimar                                                                                        | 72    |       |
| 28. Dezember | John Edwards                            | US-amerikanischer Politiker                                                                                                 | 69    |       |
| 28. Dezember | Eduard Lange                            | deutscher Gymnasiallehrer und Publizist auf dem Gebiet der altgriechischen Mythologie                                       | 51    |       |
| 28. Dezember | Heinrich Christian Schumacher           | deutscher Astronom und Geodät                                                                                               | 70    |       |
| 29. Dezember | Johann Nepomuk von Schmiel              | Schweizer Politiker und Offizier                                                                                            | 76    |       |
| 30. Dezember | Christian Ludwig Friedrich von Gottberg | Landrat im Landkreis Stolp.                                                                                                 | 61    |       |
| 30. Dezember | Friedrich Heim                          | evangelischer Pfarrer | 61    |       |
| 31. Dezember | Hermann Kriege                          | deutscher Journalist, Mitglied im Bund der Kommunisten                                                                      | 30    |       |
| 31. Dezember | Wilhelm Hermann Georg Remer             | deutscher Mediziner | 75    |       |

## Datum unbekannt
| Tag | Name                                  | Beruf, bekannt als                                                     | Alter | Beleg |
| --- | ------------------------------------- | ---------------------------------------------------------------------- | ----- | ----- |
|     | Johann Michael Gottlob Böhme          | deutscher Orgelbauer                                                   |       |       |
|     | Benet Brell i Clos                    | katalanischer Kapellmeister, Komponist, Organist und Benediktinermönch |       |       |
|     | William Darby Brind                   | britischer Walfangkapitän                                              |       |       |
|     | Alexander Fabian zu Dohna-Schlobitten | preußischer Offizier, Ritter des Ordens Pour le Mérite                 |       |       |
|     | Vicente Filisola                      | mexikanischer General                                                  |       |       |
|     | Wolf Hamburg                          | deutscher Rabbiner und Talmudist                                       |       |       |
|     | Joseph Hülser                         | deutscher Landschaftsmaler                                             |       |       |
|     | Christian Gottfried Herbrig           | deutscher Orgelbauer                                                   |       |       |
|     | Henryk Ittar                          | polnischer Architekt maltesischer Herkunft                             |       |       |
|     | August Philipp Klara                  | estnischer Maler, Graveur und Kupferstecher                            |       |       |
|     | Friedrich Knie                        | Begründer der österreichischen Zirkusdynastie Knie                     |       |       |
|     | Georg Kopprasch                       | deutscher Hornist und Komponist                                        |       |       |
|     | Carl Lutherer                         | deutscher Zeichner und Lithograf                                       |       |       |
|     | Nicolas-Eustache Maurin               | französischer Lithograf und Kupferstecher                              |       |       |
|     | Luigi Moretti                         | italienischer Gitarrist und Komponist                                  |       |       |
|     | Nark                                  | Herrscher des Reiches Champasak                                        |       |       |
|     | Iakovos Rhizos Nerulos                | phanariotischer Gelehrter, Neogräzist, Schriftsteller und Politiker    |       |       |
|     | Julius Nisle                          | deutscher Illustrator                                                  |       |       |
|     | Friedrich Wilhelm Otte der Jüngere    | deutsch-dänischer Beamter und Schriftsteller                           |       |       |
|     | Gabrio Piola                          | italienischer Mathematiker                                             |       |       |
|     | Calvin Pollard                        | US-amerikanischer Architekt                                            |       |       |
|     | José Benito Rosales                   | nicaraguanischer Politiker und Director Supremo von Nicaragua          |       |       |
|     | Louis Schuberth                       | deutscher Dirigent und Komponist                                       |       |       |
|     | Benjamin Glover Shields               | US-amerikanischer Politiker                                            |       |       |
|     | Anton Sprengel                        | deutscher Botaniker und Paläontologe                                   |       |       |
|     | Georg Sverdrup                        | norwegischer Philologe, Philosoph und Politiker                        |       |       |
|     | John Thurston                         | englischer Autor, Billardtischhersteller und Entwickler                |       |       |
|     | Carl Heinrich Wenng                   | deutscher Maler                                                        |       |       |